# Lambrate
Lambrate (Lambraa in dialetto milanese, AFI: /ˌlɑ̃ːˈbrɑː/) è un quartiere   di Milano, posto nella zona orientale della città, appartenente al Municipio 3  e al NIL n. 23 "Lambrate - Ortica".   Fino al 1923 era un comune autonomo.

## Storia
Il nome di Lambrate deriva dal fiume sul quale il vicus si trovava, il Lambro, cioè "pescoso", o "limpido", col suffisso -ate. È impossibile stabilire la data precisa di fondazione del vicus. 
Il territorio fu conquistato nel 222 a.C., in seguito a un aspro assedio di Mediolanum, dai consoli romani Gneo Cornelio Scipione Calvo e Marco Claudio Marcello. La conquista fu contrastata dalla discesa di Annibale al quale la popolazione locale si alleò. Fu solo nei primi anni del II secolo a.C. che gli Insubri e i Boi si assoggettarono alla dominazione romana.

Vecchio stemma comunale

Le strade che segnavano i confini del territorio lambratese erano due, la Milano-Bergamo a nord, che partiva da porta Orientale, e la Milano-Brescia, a sud, con partenza da porta Tosa. Lambrate si trovava tra il II e il V miliare della prima e tra il II e il IV miliare della seconda. Il confine orientale era il fiume stesso, mentre a ovest il vicus arrivava oltre l'attuale asse via Teodosio-Ponzio-Aselli.
Plinio il Vecchio, nella sua Naturalis historia citò più volte una mansio ad Lambrum, cioè una stazione di rifornimento, per pellegrini e militari. È con molta probabilità, inoltre, che Lambrate fosse porto fluviale per la vicina e più potente Mediolanum. Con il loro arrivo, i Romani sfruttarono la zona ricca di rogge per l'agricoltura e costruirono un sistema di navigazione fluviale intorno al fiume Po, ancora in vigore durante il Medioevo.

Festa di addio per lo scioglimento del comune di Lambrate, 1923

La conferma dell'esistenza di un insediamento romano si ottenne durante gli scavi del 1905, per una costruzione residenziale, quando si trovò un bronzo augusteo e un sarcofago di marmo, risalente al IV secolo, oggi esposto al museo del Castello Sforzesco. Forse, primo luogo di culto per i cristiani fu quella stessa cappelletta che ancora oggi si può visitare al centro del quartiere, rimasta intatta nonostante i bombardamenti delle due guerre mondiali.
Durante l'VIII e il IX secolo sorsero a Lambrate due monasteri benedettini, di cui possiamo visitare oggi la chiesa parrocchiale di San Martino Vescovo e la cascina Cavriana, dove l'abside della chiesa di Sant'Ambrogio è adibita a fienile. Con la distruzione del 1162 di Milano per opera di Federico Barbarossa, Lambrate venne elevata al rango di "borgo imperiale", e qui vennero accolti i milanesi in esilio.
Con la dominazione spagnola, nel XVI secolo, viene costruita la prima industria bellica, la "Polveriera", che segnò la storia e la fortuna lambratese. Gli Spagnoli trasformarono il borgo in feudo, promulgandone la vendita, e tale condizione persisterà fino all'arrivo di Napoleone Bonaparte, quando Lambrate venne redenta dagli antichi vassallaggi. Nel corso del Seicento, la località "dosso", nei pressi del Lambro, divenne luogo di villeggiatura aristocratica, con la costruzione di ville di delizia, Villa Folli, Villa Busca Serbelloni, Villa "delle Rose" scomparsa. Nel 1751 il comune fece registrare 592 residenti, mantenendosi stabile nel tempo, tanto che alla proclamazione del Regno d'Italia nel 1805 gli abitanti erano ancora 600. I limiti amministrativi vedevano Cimiano di Crescenzago a nord, San Gregorio Vecchio e Casa Nuova a est, e i Corpi Santi a sud e a ovest.
In piena età napoleonica il comune di Lambrate, già inserito nel dipartimento d'Olona, nel 1808 venne soppresso e aggregato al circondario esterno del comune di Milano. Con l'istituzione del Regno Lombardo-Veneto nel 1815, il comune di Lambrate recuperò l'autonomia, e venne inserito nella provincia di Milano. Il 17 gennaio 1841, con dispaccio governativo, furono aggregati a Lambrate i comuni di Casa Nuova e San Gregorio Vecchio,. Nel 1850 il comune, con le frazioni di Cavriano, Casoretto, La Rosa, San Gregorio Vecchio, Aquabella (sic), Casone Bettolino, Malapianta e Casanova, contava 1 444 abitanti. Nel 1853 i residenti erano 1 585. All'unità d'Italia nel 1861, il comune di Lambrate contava 1 621 abitanti, saliti a 2 001 nel 1881 e a 2 795 nel 1901, per poi esplodere grazie alla rivoluzione industriale, contando 5 399 cittadini nel 1911 e 8 171 nel 1921.
Nel 1869 venne presa in considerazione la possibilità di incorporare Novegro nel municipio lambratese, ma il progetto venne abbandonato prima della sua implementazione definitiva. Nel 1923 il comune di Lambrate, ormai rientrante nell'orbita della metropoli, venne soppresso e aggregato al comune di Milano insieme ad altri dieci comuni. Al posto dell'antica polveriera fu costruita, sotto Mussolini, una delle sedi dell'orfanotrofio dei Martinitt.

## I luoghi
Lambrate in origine era divisa in due parti:
- Lambrate di sotto (oggi anche chiamata Rubattino): le vie Conte Rosso (ex corso Vittorio Emanuele), Saccardo, Console Flaminio, Crespi, Canzi, Pitteri.
- Lambrate di sopra: le vie Dardanoni, Crescenzago, Rombon, Sbodio, Folli.

Piazza Bottini e la stazione nel 1950

Frazioni:
- Cascina Casone
- Cascina Rosa
- Cavriano
- Cascina Oppio
- Cascina S.Gregorio Vecchio
- Cascina Bettola
- Cascina Biblioteca
- Cascina Ortica
- Cascina S.Faustino
- Cascina Acquabella
- Villa Landa
- Villa La Palazzetta
- Mulino delle Torrette
- Mulino Folla
- Mulino Della Costa
- Mulino Della Paglia
- Mulino Polveriera
- Mulino Lavanderia
- Ortica

### LaCappelletta
Molto probabilmente sede di culti pagani, fu poi convertita a oratorio cristiano.
Quella che oggi si può vedere all'incrocio tra le vie Bertolazzi, Conte Rosso e Dardanoni è una cappelletta che già i Milanesi cacciati dal Barbarossa videro a Lambrate alla fine di marzo del 1162, come recitava una scritta sul primo pilastro di sinistra, oggi coperta dall'intonaco.
Essenzialmente senza variazioni per secoli, la storia della cappella incrocia quella dei due santi cugini Borromeo, Carlo e Federigo. Secondo gli esperti di materia manzoniana, Renzo Tramaglino avrebbe percorso la strada su cui sorge per raggiungere Trezzo d'Adda da Milano.
La Cappelletta non crollò nemmeno durante la seconda guerra mondiale, quando nella notte del 13 agosto 1943, una bomba forò il tetto e si adagiò sull'altare senza scoppiare; evento per il quale molti abitanti del quartiere gridarono al miracolo.

### Lambrate e la ferrovia
Nel 1864 si inaugurò il primo tratto della ferrovia Milano-Brescia, la cosiddetta ferrovia fernandea, in onore dell'imperatore Ferdinando I d'Austria, e che tagliava in due il comune di Lambrate all'altezza delle frazioni di Cavriano e Ortica.
Vicino alla chiesa dei santi Faustino e Giovita, sorse nel 1906 la prima stazione di Lambrate, poi dismessa nel 1931, che ancora oggi si può vedere, riutilizzata per abitazioni, negozi e sedi di associazioni, nei pressi del cavalcavia Buccari.
Il demanio fascista, nel 1926, espropriò grandi aree di terreni agricoli, per realizzare un nuovo scalo di smistamento, lo scalo merci e l'attuale stazione sita in piazza Bottini. Sul prosieguo della linea per Venezia, dopo il quartiere Ortica, venne poi appunto realizzato lo Scalo di Milano Smistamento, uno dei più importanti d'Italia, dotato anche di un grande deposito di locomotive e di officina ferroviaria.
Lo scalo merci di Lambrate, in un ambito di riqualificazione degli scali merci cittadini attuata dal Comune, sarà oggetto di lavori di riconversione a quartiere residenziale, a partire dal 2025.

### Quartiere Feltre, San Gregorio Vecchio e il Parco Lambro
Nel 1934, con l'acquisto della cascina San Gregorio Vecchio, dei mulini delle Torrette e dei relativi terreni da parte del Comune di Milano, nacque il Parco Lambro. Successivamente vennero acquistate cascina Biblioteca e cassinetta San Gregorio.

### Ortica e Cavriano
I due quartieri sono oggi divisi dalla linea ferroviaria, ma precedentemente si trattava di una sola compagine, nota come Cavriano. L'Ortica era un'osteria del paese di Cavriano, che divenne così famosa che il proprio nome sostituì col tempo quello del paese stesso.
Nel 1014 la località Cavriano è attestata, prima da una carta secentesca del Claricio e in seguito dal Catasto Teresiano del (1760), come nucleo rurale a est di Milano. Antichi documenti testimoniano che apparteneva al monastero cittadino di Santa Maria Valle.
La Cascina Cavriano presenta come un insieme di più corti aggregate, attraversate dalla strada che collega Monluè a Lambrate. L'edificio principale è la villa padronale che contiene alcune caratteristiche di notevole interesse storico e artistico. Un portico del 1600 a tre arcate sopra le quali è tuttora presente il simbolo di una colomba che reca un ramoscello d'ulivo, stemma dell'Ospedale Maggiore di Milano, cui la cascina è appartenuta per secoli, fino agli anni settanta. Un altro edificio che ne faceva parte era una chiesa dedicata a Sant'Ambrogio, attiva nel 1180, poi abbandonata nel Settecento. Quel che rimane è l'abside inserita nella cascina stessa. Le abitazioni dei salariati, i rustici e la stalla con sovrastante fienile chiudono il complesso.
Oggi la Cascina è di proprietà del Comune di Milano e rimane ancora gestita dalla famiglia Colombo, conduttori da 265 anni e otto generazioni. Il fatto che agli orfani dell'Ospedale Maggiore di Milano venisse dato quasi sempre il cognome di "Colombo" può suggerire un verosimile collegamento.
La cascina è tuttora in funzione; vanta un abbeveratoio e un fienile molto interessanti, conservando la loro struttura originaria, e una loggia cinquecentesca, nascosta nel fondo della corte, rimasta intatta nel tempo.

### Rubattino: dal passato industriale con Innocenti al nuovo quartiere residenziale
La Innocenti S.p.A. - azienda metalmeccanica fondata negli anni 1930 dedita alla produzione di grandi impianti - dopo la seconda guerra mondiale aveva diversificato la sua produzione, affermandosi anche nel mercato delle motociclette e delle automobili, da principio con la fortunata serie degli scooter Lambretta, di cui si raggiungerà nel 1950 la produzione-record di 100 000 esemplari l'anno e, poco più tardi, con la famiglia delle piccole autovetture Mini e Mini Bertone. Gli impianti produttivi avevano trovato sede nell'allora Lambrate di sotto, a ridosso della futura via Raffaele Rubattino.

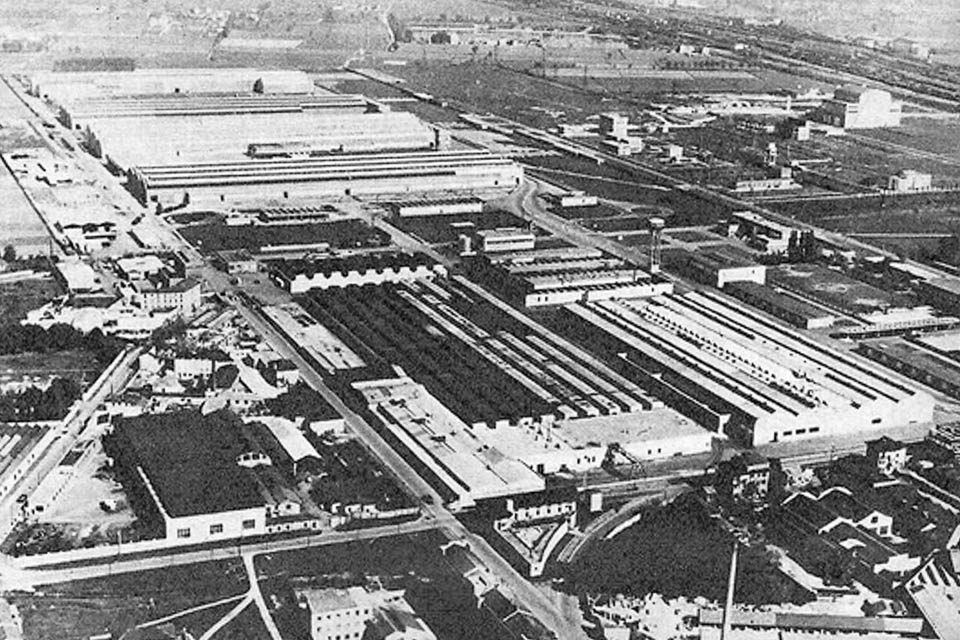
Veduta della zona produttiva Innocenti di Lambrate, il futuro quartiere Rubattino, nel secondo dopoguerra.

La'azienda però cessa definitivamente la produzione a Lambrate, nel settore motociclistico nel 1971 e nel settore automobilistico nel 1993. La parte meccanica, tuttora esistente, rimane attiva in una porzione delle aree ex Innocenti, dal 2009 con la differente ragione sociale di INNSE Milano.
Nel 1995 si costituisce la Società Rubattino, che prepara un progetto di recupero dell'ex area Innocenti. Il progetto venne discusso con il Consiglio di Zona dell'epoca, e poi presentato in Comune. Nel 1997 il Comune di Milano indice quindi un concorso d'idee per un Piano di Riqualificazione Urbana, il P.R.U. Rubattino, complessivo dell'ex area produttiva.
Il Piano viene attuato a partire dal 1998, con la realizzazione dei primi condomini e dell'area commerciale dell'attuale piazza Vigili del Fuoco. I palazzi vengono contornati da viali pedonali alberati e aree per bambini. Il tutto viene costruito tra la vie Rubattino, Pitteri e Marcinelle, e la Tangenziale. A ridosso della Tangenziale stessa, in un ambito di riuso a verde di aree ex industriali (come è avvenuto, per esempio, al Parco delle memorie industriali), viene realizzato il Parco della Lambretta: 56.000 metri quadrati di prati, alberature, cespugli, sentieri pedonali e ciclabili, campi e aree da gioco, e un laghetto a sbalzo sul fiume Lambro. 
Tra la fine degli anni 2000 e gli anni 2010 il piano di riqualificazione vede conclusa la sua prima fase, con la costruzione degli ultimi blocchi residenziali, una scuola materna, un supermercato e una residenza universitaria. Il futuro di questo nuovo quartiere residenziale prevede un'espansione dei servizi fruibili, come l'ampliamento del Parco della Lambretta con il coinvolgimento del comune di Segrate, la riqualificazione dell'ultimo capannone Innocenti rimasto inutilizzato (la futura Magnifica Fabbrica del Teatro alla Scala), la costruzione di una scuola elementare e la bonifica dell'ultima parte di territorio non ancora risanata, la cosiddetta Giunglabuca.
Oggi, gli abitanti del Rubattino, quartiere tra i più nuovi della città, lavorano al consolidamento dell'identità locale e al rapporto con il resto della città, attraverso il comitato di quartiere locale ViviRubattino.

### Martinitt
Verso la fine degli anni venti, sull'area della vecchia Polveriera spagnola divenuta cascina, si cominciò a costruire, su progetto dell'ingegnere Lodigiani e dell'architetto Alpago, la nuova sede dell'Istituto dei Martinitt, istituzione fondata nel XVI secolo da Girolamo Emiliani.
Dopo aver occupato varie sedi, non ultima quella di porta Tosa, dove i Martinitt scrissero pagine gloriose delle cinque giornate di Milano, arrivarono a Lambrate presso la sede di via Pitteri, inaugurata il 24 ottobre 1932 da Benito Mussolini e dalle autorità cittadine.
L'Ente è stato trasformato dal 1971 in Azienda di servizi alla persona Istituti Milanesi Martinitt e Stelline e Pio Albergo Trivulzio.
Nel 2009 è stato inaugurato il Museo Martinitt e Stelline, dedicato agli orfani milanesi. Nel 2010 è stato aperto nella struttura uno studentato, ed è stato riaperto l'annesso teatro, promotore oggi di vari eventi culturali.

## Infrastrutture e trasporti

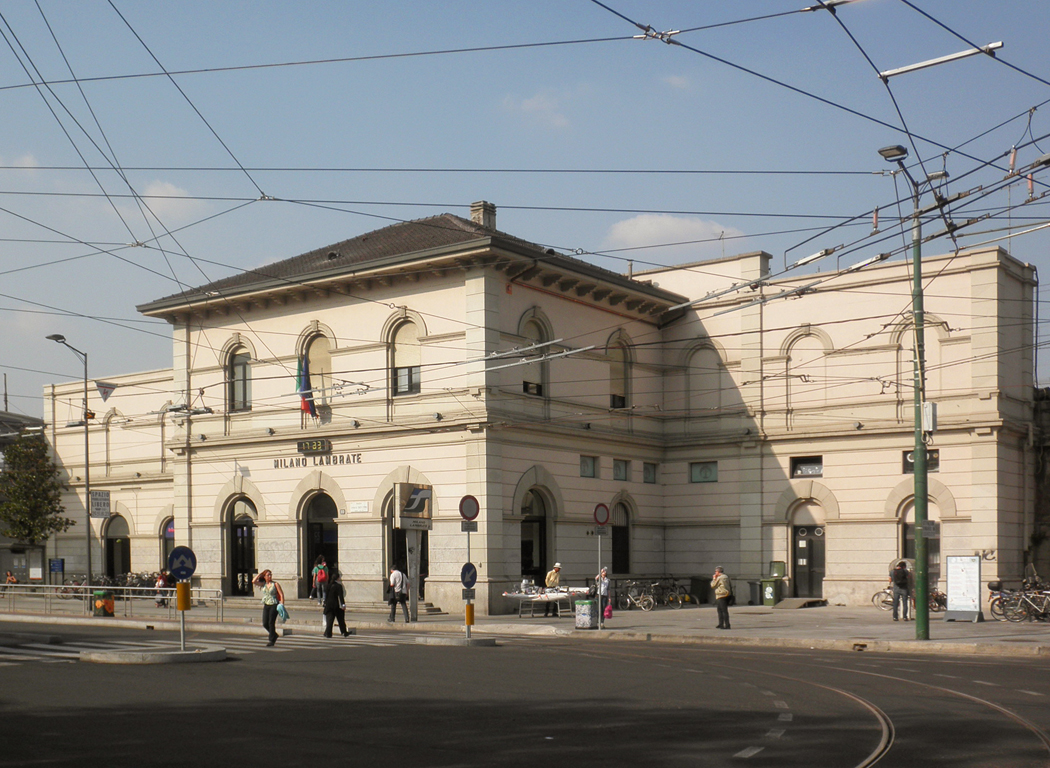
Stazione ferroviaria di Milano Lambrate

Il quartiere di Lambrate è lambito a est dalla tangenziale est di Milano ed è attraversato dalla strada provinciale 103 Via Cassanese, che collega Milano a Cassano d'Adda.
Lambrate è servito, inoltre, dall'omonima stazione, che si trova lungo linea di cintura ferroviaria di Milano. La stazione, gestita da RFI, è servita da treni suburbani (linea S9) e regionali gestiti da Trenord, e a lunga percorrenza (regionali e Intercity Trenitalia, e regionali TPER). 
Nel quartiere sono presenti due stazioni della linea M2 della metropolitana di Milano, Lambrate FS (in piazza Enrico Bottini) e Udine (in piazzale Udine). Molte linee di autobus, due di tram e una di filobus, gestite da ATM, collegano Lambrate, Rubattino e l'Ortica ai quartieri limitrofi, al centro di Milano e ai comuni di Segrate e Vimodrone. 
Effettuano fermata presso la stazione ferroviaria di Lambrate alcuni autobus navetta da e per gli aeroporti di Linate ed Orio al Serio.